# محور وطائي-نخامي-برولاكتيني

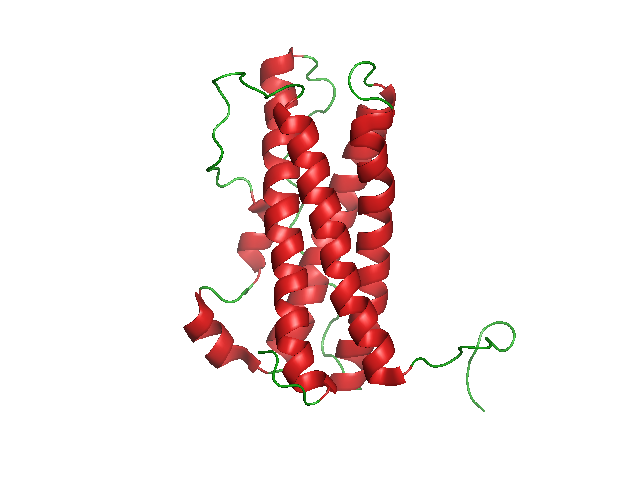
البرولاكتين، الهرمون الرئيسي لمحور وطاء- نخامة- برلاكتين.

المحور الوطائي- النخامي- البرولاكتيني (محور HPP) (بالإنجليزية: The hypothalamic–pituitary–prolactin axis)‏ المعروف أيضاً باسم المحور الوطائي- النخامي- الثديي، هو محور وطائي نخامي يتضمن إفراز البرولاكتين (PRL) من الخلايا الموجهة اللبنية في الغدة النخامية إلى الدوران الدموي الجهازي والتأثير اللاحق للبرولاكتين على الأنسجة مثل، على وجه الخصوص، الغدد الثديية أو الثدي. يساهم البرولاكتين في نضج الفصوص السنخية للغدد الثديية أثناء الحمل وتحريض الإرضاع والحفاظ عليه بعد الولادة. تشمل الهرمونات التي تتحكم في إفراز البرولاكتين من الغدة النخامية الدوبامين (الهرمون المثبط للبرولاكتين) وهو الأهم، الإستراديول، البروجسترون، الهرمون المحرر لموجهة الدرق (TRH)، والببتيد المعوي الفعال وعائياً (VIP).